# Antecedents tecnològics del cinema
El cinema és el resultat d'una gran evolució, de la convergència de molts experiments, i alhora antecedents, pertanyents a segles passats. Abans de començar amb els germans Lumière i esdevenir el gran fenomen que va revolucionar el món i la nostra societat, va tenir molts antecedents tecnològics al llarg dels segles.

## Primers antecedents de projecció d'imatges
Són les primeres representacions de projecció d'imatges conegudes, les quals situem principalment a l'Àsia.

### Esferes xineses perforades
Les esferes xineses eren unes joguines de metall d'entre els segles XVII i XIX amb perforacions que dibuixaven imatges (ombres) florals, d'animals o geomètriques. A l'interior de cada esfera es col·locava una espelma encesa mantinguda verticalment gràcies a un sistema interior d'anelles que impedien que malgrat les esferes es moguessin o giressin, aquesta no queia.
L'objectiu era projectar les ombres de les formes mitjançant les perforacions, i es podia fer de dues maneres: o bé deixant reposar l'esfera per tal que la pròpia llum de l'espelma projecti les formes sobre un fons llis; o bé, una altra manera de veure aquestes projeccions era en moviment, fent girar l'esfera, amb l'espelma a dins, per terra. D'aquesta manera, la inèrcia d'aquest moviment circular farà que les imatges es vagin projectant al llarg de l'estancia obscura i sembli una pel·lícula molt primitiva.

### Mirall màgic
Font principal: Miral màgic
El mirall màgic del Japó era un disc de bronze de 4 a 6 mm que constava d'una superfície polida i convexa amb figures de en baix relleu d'arbres, ocells, etc. sobre la qual es feia incidir una llum molt intensa, o potent, per després aconseguir la projecció de les diverses figures d'aquella superfície a la paret. Es tenia la falsa creença que el mirall projectava la imatge d'aquell que estava al darrere.Aquest fet s'assimila a la manera de polir el mirall i banyar-lo amb una amalgama de mercuri que provoca que la superfície del mirall no sigui llisa, però que això sigui invisible a ull humà, proporcionant les projeccions a la paret quan la llum incedeix sobre la seva superfície.

### Ombres xineses
Font principal: Ombres xineses
Les ombres xineses són les precursores de les projeccions d'imatges en pantalla. Eren un mètode de projecció mitjançant una font de llum enfocada cap una superfície que, obstaculitzada per un element opac, projectava l'ombra d'aquest. Aquest element podien ser les propies mans o també joguines com titelles. També, però es creu que aquest sistema no només es va quedar a la Xina, sinó que també existeix documentació sobre aquest sistema de projecció a Java o l'Índia.